# لورانس موس
لورانس موس (بالإنجليزية: Lawrence Moss)‏ هو ملحن أمريكي، ولد في 18 نوفمبر 1927 في لوس أنجلوس في الولايات المتحدة.

## وصلات خارجية
- لورانس موس على موقع ميوزك برينز (الإنجليزية)
- لورانس موس على موقع ديسكوغز (الإنجليزية)